# Sonia Kruczek
Sonia Kruczek, po mężu Suska (ur. 19 maja 1933 w Katowicach, zm. 22 maja 2023) – polska piłkarka ręczna, mistrzyni i reprezentantka Polski w tej dyscyplinie sportu, także medalistka mistrzostw Polski w lekkoatletyce.

## Życiorys
Jej pierwszym klubem była Stal Katowice (1950-1951). Jako studentka Akademii Wychowania Fizycznego w Warszawie była zawodniczką AZS-AWF Warszawa (1951-1954). W 1953 zdobyła z warszawskim klubem mistrzostwo Polski w odmianie 11-osobowej. W tym samym roku wystąpiła w dwóch meczach reprezentacji Polski "jedenastek" (pierwszych meczach w historii tej drużyny). Poza piłką ręczną uprawiała też lekkoatletykę i narciarstwo. W 1952 zdobyła brązowy medal mistrzostw Polski seniorek w sztafecie 4 x 100 metrów. Była też medalistką mistrzostw Polski juniorek w biegach narciarskich. W 1954 ukończyła studia na AWF i powróciła na Górny Śląsk.
W kolejnych latach była zawodniczką Górnika Świętochłowice, Stali Chorzów (do 1957), AKS Chorzów (od 1958) oraz AZS Katowice (1960-1961). Ze Stalą zdobyła mistrzostwo Polski w 1955 i 1956 oraz wicemistrzostwo Polski w 1957 (w odmianie "siedmioosobowej") oraz mistrzostwo Polski w 1957 (w odmianie "jedenastoosobowej"), z AKS Chorzów mistrzostwo Polski w 1958 (w odmianie "jedenastoosobowej").
Po zakończeniu kariery sportowej pracowała jako nauczycielka w katowickich szkołach oraz Akademii Ekonomicznej w Katowicach. W 1984 wyjechała do Niemiec, mieszkała w Dortmundie.
Jej mężem był piłkarz ręczny, Jan Suski.